# Bartoloměj Stehlík z Čeňkova starší
Bartoloměj Stehlík z Čeňkova starší (1542 Plzeň – červen/červenec 1619 tamtéž) byl český sládek, vážený měšťan města Plzně povýšený do šlechtického stavu, působící v oboru pivovarnictví. Byl též dlouholetým konšelem a cechmistrem městského pivovarnického cechu. Zemřel na následky mučení po poražené vzpouře proti v Plzni sídlícímu protestantskému vojsku Petra Arnošta II. Mansfelda. Stal se zakladatelem šlechtického roku Stehlíků z Čeňkova, jehož členové působili na plzeňské radnici v pozici radních či purkmistrů v několika dalších staletích.

## Životopis

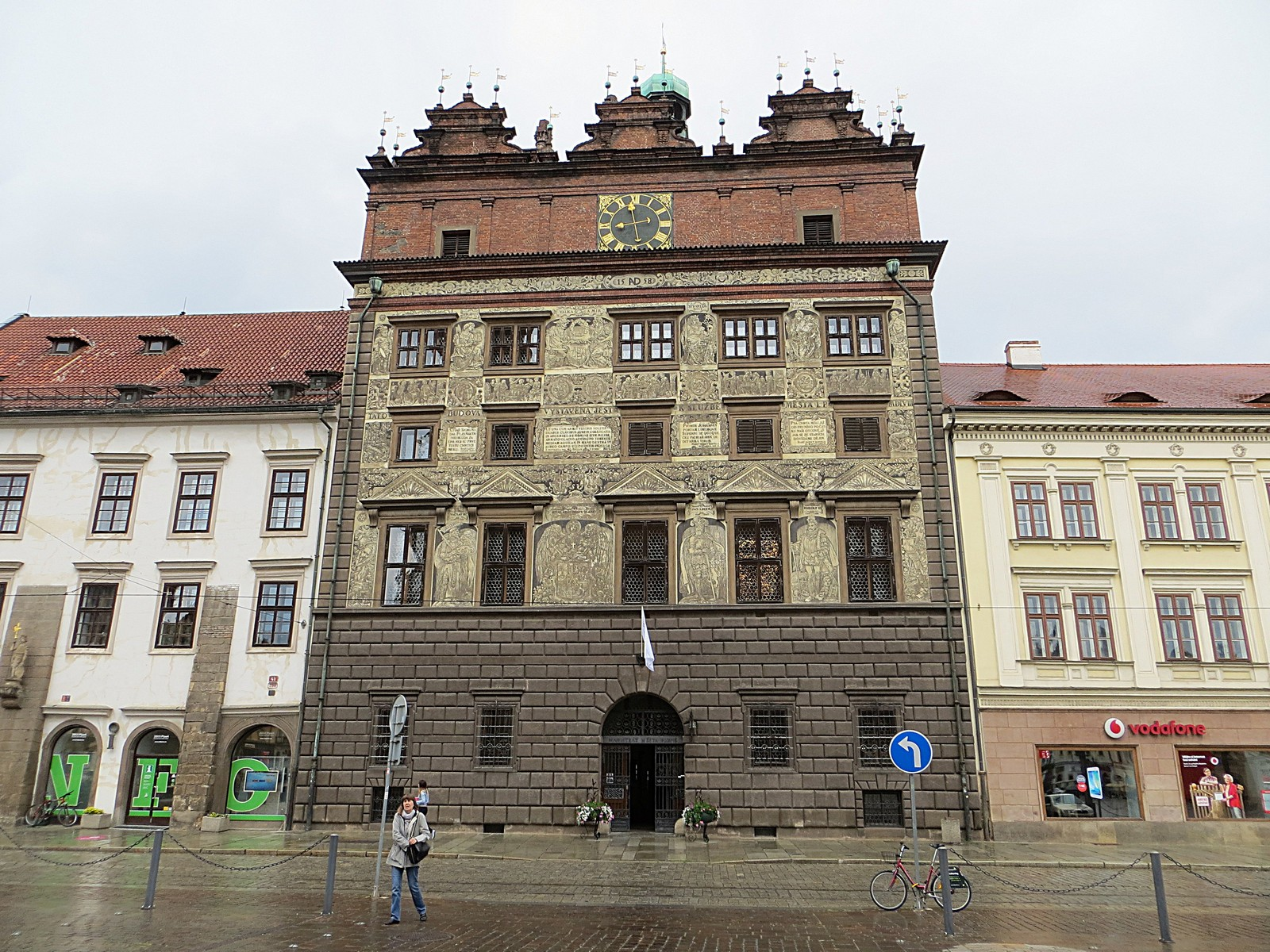
Plzeňská radnice

### Mládí
Narodil se v Plzni do nemajetné měšťanské rodiny místního bečváře (výrobce sudů) Jakuba Stehlíka, jeho předkové jsou v Plzni doloženi od 14. století. Bartolomějův dědeček se jmenoval rovněž Bartoloměj a žil ještě v roce 1510. První písemně doložený člen tohoto rodu v Plzni byl pradědeček Martin Stehlík, který zemřel roku 1399.
Bartoloměj se vyučil sládkem a byl přijat do městského pivovarského cechu. Díky několika výhodným sňatkům a horlivé podpoře katolické moci a císařů Maxmiliána II. a Rudolfa II. se Stehlíkovi podařilo proniknout na nejvyšší společenská místa ve městě. Jeho manželkou byla také Marta Stehlíková rozená Kaliková.
Od roku 1579 s přestávkami působil v městské radě, nikdy se však nestal jejím primasem. V roce 1589 krátce vykonával funkci městského rychtáře. Vlastnil též v Plzni několik domů.
29. května 1598 udělil císař Rudolf II. Stehlíkovi a jeho rodině šlechtický titul s erbem a přídomkem z Čeňkova. Ve své době se jednalo o jednoho z nejbohatších a nejvlivnějších obyvatel města. V roce 1607 působil jako krajský berník (výběrčí daní), od roku 1612 pak jako pivovárečný cechmistr.

### Vzpoura proti Mansfeldovi
V roce 1618 byl Petr Arnošt II. Mansfeld vyslán savojským vévodou Karlem Emanuelem v čele asi 2000 mužů na podporu českých stavů v boji proti Habsburkům v Českém království. Během své kariéry byl označen za vůbec nejschopnějšího vojevůdce v českých službách, ale také se jeho vojsko stalo známé kvůli svým loupeživým výpadům a rabování. Podařilo se mu ještě roku 1618 dobýt Plzeň, ale později byl 10. června 1619 poražen císařským vojskem vedeným hrabětem Buquoyem v bitvě u Záblatí, jedné z prvních bitev počínající třicetileté války. Roztrpčen z porážky se Mansfeld vrátil do Plzně, kde proti němu vypukla vzpoura vedená několika plzeňskými konšely, mj. Bartolomějem Stehlíkem. Mansfeld nechal konšely uvěznit na různých místech ve městě a krutě mučit.

### Úmrtí
Následkem věznění a mučení zemřel Bartoloměj Stehlík z Čeňkova nedlouho po svém uvěznění, ve věku 77 let. Pohřben byl pravděpodobně do rodové hrobky v kryptě Katedrály sv. Bartoloměje na plzeňském náměstí.
Mansfeld se pak roku 1620 za císařský úplatek 100 000 rýnských stal neutrálním a do bitvy na Bílé hoře se nezapojil, místo toho zůstal se svým vojskem v Plzni. Přestože by se toto jednání mohlo zdát zrádné, obvykle takto nebývá označováno ani dobovými historiky.

### Rodina
Potomci Bartoloměje Stehlíka z Čeňkova působili ve vedení města i v dalších letech. Syn Bartoloměj Stehlík z Čeňkova mladší působil jako plzeňský purkmistr v letech 1635–1637, za svou loajalitu císaři obdržel rytířský titul. Jeho vzdálenější příbuzný Jan Václav Stehlík z Čeňkova byl purkmistrem v letech 1734–1744, František Stehlík z Čeňkova potom v letech 1801–1808.
Jeho syn Kašpar Ladislav Stehlík z Čeňkova (1571–1613) odešel studovat matematiku a přírodní vědy na Univerzitu Karlovu do Prahy a proslul jako jeden z prvních českých astronomů.

## Související hesla
- Stehlík z Čenkova a Treustättu